# Al Snow
Allen Ray Sarven (Lima (Ohio), 18 juli 1963), beter bekend onder zijn ringnaam Al Snow, is een Amerikaans professioneel worstelaar, acteur, professioneel worsteltrainer en promoter. Snow was vooral bekend van zijn tijd bij Smoky Mountain Wrestling (SMW), Extreme Championship Wrestling (ECW), en World Wrestling Entertainment (WWE). Snow werkte als road agent voor TNA Wrestling (nu bekend als Impact Wrestling) van 2010 tot 2017. Sinds 2018 is hij de eigenaar van Ohio Valley Wrestling (OVW).

## In worstelen
- Finishers
  - Moonsault
  - Snow Plow (Scoop brainbuster)

- Signature moves
  - DDT
  - Diving leg drop
  - Dragon sleeper
  - Snow Bomb (Sitout side slam spinebuster)
  - Snow-Plex (Wheelbarrow suplex)
  - Springboard moonsault
  - Superkick
  - Trapping headbutts

- Managers
  - Jim Cornette
  - Skandor Akbar
  - Jerry Lawler
  - Jonathan Coachman

- Bijnamen
  - The Clown Prince of Hardcore
  - The Snowman
  - Doctor Albert Snow
  - "Five Star Ninja"
  - "Sloppy Joe"

## Kampioenschappen en prestaties
- Border City Wrestling
  - BCW Can-Am Tag Team Championship (1 keer met Denny Kass)

- Global Wrestling Alliance
  - GWA Heavyweight Championship (1 keer)
  - GWA Junior Heavyweight Championship (1 keer)
  - GWA Tag Team Championship (5 keer met Mike Kelly)

- Great Lakes Championship Wrestling
  - GLCW Heavyweight Championship (1 keer)

- Jersey All Pro Wrestling
  - JAPW Heavyweight Championship (1 keer)

- Midwest Championship Wrestling
  - MCW-ICW Heavyweight Championship (1 keer)
  - MCW Midwest Tag Team Championship (2 keer)
  - MCW Midwest Territorial Championship (1 keer)
  - MCW-ICW United States Tag Team Championship (6 keer)

- Midwest Territorial Wrestling
  - MTW Heavyweight Championship (2 keer)
  - MTW Tag Team Championship (2 keer met Ray Roberts)

- Motor City Wrestling
  - MCW Heavyweight Championship (1 keer)
  - MCW Tag Team Championship (1 keer met Denny Kass)

- Smoky Mountain Wrestling
  - SMW Tag Team Championship (1 keer met Unabomb)

- USA Pro Wrestling
  - USA Pro Heavyweight Championship (1 keer)

- USA Xtreme Wrestling
  - UXW Heavyweight Championship (1 keer)

- World Wrestling Alliance
  - WWA World Tag Team Championship (1 keer met Mickey Doyle)

- World Wrestling Federation
  - WWF European Championship (1 keer)
  - WWF Hardcore Championship (6 keer)
  - WWF Tag Team Championship (1 keer met Mankind)
- Zona de Combate - Federacion Nacional de Lucha Libre (Chile)
  - ZDC Heavyweight Champion (1 keer)

## Acteercarrière
Hij had een kleine rol in de film Rudy in 1993 en in 2008 had hij een rol in de film Rose Colored Miles van Dan Lashley.